# Universitet (metropolitana di Kiev)
Universitet (in ucraino Університет?, ) è una stazione della linea Svjatošyns'ko-Brovars'ka, la linea 1 della metropolitana di Kiev.

## Storia
La stazione fu inaugurata insieme alle altre fermate della prima tratta della rete nel 1960 e prende il nome dall'Università nazionale Taras Ševčenko di Kiev.
L'architettura è a tre vani distinti, separati da pilastri ed è considerata la più bella stazione della rete; attualmente, è l'unica fermata che è la più vicina, per estetica, alla famosa architettura stalinista utilizzata per la metropolitana di Mosca e di San Pietroburgo, negli anni cinquanta. È opera degli architetti H. Holovka, M. Syrkin, Je. Ivanov, Ž. Jegulašvili, L. Semenjuk e O. Lozyns'ka. I pilastri in marmo rosso sono ornati con busti in marmo bianco ritraenti famosi scienziati e poeti della letteratura ucraina, opera degli scultori M. Dekermendži, A. Bilostoc'kyj, V. Znoba, A. Kobalëv, Je. Kuncevyč, M. Lysenko, P. Ostapenko, O. Suprun e A. Šapran.
I pilastri sono anche decorati con fregi in marmo bianco e l'illuminazione è ottenuta tramite lampade nascoste nelle nicchie della volta centrale, e dalle lampade delle banchine. Le mura sono ricoperte con piastrelle arancioni e il pavimento è realizzato con varie tavole di granito arrangiate secondo un classico motivo ucraino. Al termine della stazione vi è un muro in marmo bianco, davanti al quale sorgeva una statua di Vladimir Lenin. La statua fu smantellata all'inizio degli anni novanta, facendo perdere alla stazione il look originario.
Il grande ingresso della stazione (monumento all'architettura) è situato al centro del giardino botanico A. V. Fomin, con una galleria che permette l'accesso diretto ai giardini o al viale Taras Ševčenko. Le scale mobili sono situate in due tunnel separati collegati per mezzo di un piccolo atrio.